# جایزه بزرگ اسپانیا ۱۹۷۵
جایزه بزرگ اسپانیا ۱۹۷۵ (انگلیسی: ‎1975 Spanish Grand Prix‎) یک مسابقهٔ موتوری در رشتهٔ اتومبیل‌رانی فرمول یک بود که در تاریخ ۲۷ آوریل ۱۹۷۵ در پیست مونجوییک واقع در مونجوییک، بارسلون، کاتالونیا، اسپانیا برگزار شد. این گراند پری در میان ۱۴ گراند پری در فصل ۱۹۷۵، مسابقهٔ شمارهٔ ۴ بود.
در این مسابقه که قرار بود در ۲۹ دور و به مسافت ۱۰۹٫۹۱ کیلومتر (۶۸٫۲۹۵ مایل) برگزار شود، پول پوزیشن توسط نیکی لائودا کسب شد و سریع‌ترین زمان برای طی یک دور پیست که برابر با ۱:۲۵٫۱ بود نیز توسط ماریو اندرتی به ثبت رسید. این مسابقه پیش از پایان دورهای برنامه‌ریزی‌شده، در دور ۷۵ و پس از طی مسافت ۱۷۶٫۶۲ کیلومتر (۱۰۹٫۷۴۷ مایل) متوقف شد.
یوخن ماس از تیم مک‌لارن-فورد، ژاکی ایکس از تیم لوتوس-فورد و کارلوس روتمان از تیم برابام-فورد به‌ترتیب مقام‌های اول تا سوم مسابقه را کسب کردند.

## رده‌بندی قهرمانی پس از مسابقه
| جایگاه | راننده           | امتیاز |
| ------ | ---------------- | ------ |
| ۱      | امرسون فیتیپالدی | ۱۵     |
| ۲      | کارلوس پیس       | ۱۲     |
| ۳      | کارلوس روتمان    | ۱۲     |
| ۴      | یوخن ماس         | ۹٫۵    |
| ۵      | جودی شکتر        | ۹      |
| منبع:  |                  |        |

| جایگاه | سازنده      | امتیاز |
| ------ | ----------- | ------ |
| ۱      | برابام-فورد | ۲۱     |
| ۲      | مک‌لارن-فورد | ۲۰٫۵   |
| ۳      | تایرل-فورد  | ۱۱     |
| ۴      | فراری       | ۸      |
| ۵      | هسکث-فورد   | ۷      |
| منبع:  |             |        |

یادداشت
- تنها پنج جایگاه نخست از هر رده‌بندی نمایش داده شده‌است.